# Høyangsfjorden
Høyangsfjorden er en fjordarm på nordsiden af Sognefjorden i Høyanger kommune i Vestland fylke i Norge. Fjorden er otte kilometer lang og strækker sig hovedsagelig i nordøstlig retning ind til Høyanger. Fjorden har indløb mellem Fureneset nedenfor Engelsbøfjellet i øst og Austreimneset ved bygden Austreim.
Lige øst for Austreim ligger færgekajen Nordeide som er en del af færgeforbindelsen Ortnevik-Måren-Nordeide med færge til Måren lidt øst for indløbet til Høyangsfjorden og til Ortnevik på sydsiden af Sognefjorden. Ovenfor Nordeide ligger bygden Berge oppe på bjergsiden. 
Bortset fra Høyanger inderst i fjorden er der få bebyggelser langs fjorden. Østsiden af fjorden er stort set helt urørt og til tider meget stejl. Gråberget lige syd  for Høyanger stiger op til 849 moh., mens Bugeheii på sydsiden af fjorden er 728 moh. På vestsiden ligger Langefjellet, med en højde på 878 moh.
Fylkesvei 55 går langs hele vestsiden af fjorden og gennem de to tunneller Hovdetunnelen og Kvernhaugtunnelen. Virksomheden Hydro Aluminium Høyanger ligger inderst i fjorden. 

## Referanser
1. ↑  Høyangsfjorden på Norgeskart.no fra Statens kartverk

61°5′53.880″N 5°49′56.521″Ø / 61.09830000°N 5.83236694°Ø